# Composite Disc Kupplung
Die Composite Disc Kupplung, kurz CD Kupplung, ist eine spielfreie, torsionssteife Kupplung mit einem Scheibenpaket aus einem Hochleistungsfaserverbundwerkstoff. Man spricht hier vom Composite-Kupplungsprinzip.

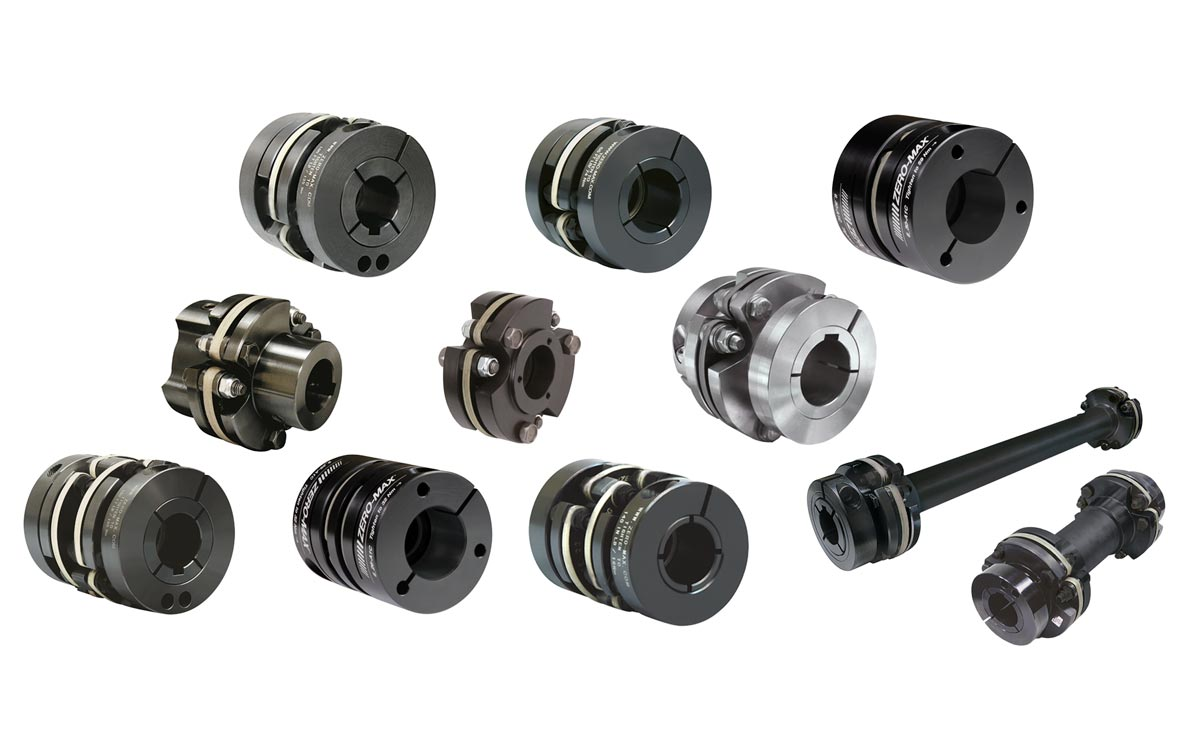
Composite Disc Kupplungen

Das patentierte „open arm“-Design des Scheibenpakets ermöglicht einen hohen angularen, axialen und radialen Wellenversatz auszugleichen. Der flexible Mittelteil aus Faserverbundwerkstoff vereint die positiven Eigenschaften von Stahllamellenkupplungen und Elastomer- bzw. Klauenkupplungen. Composite Kupplungen zählen zu den spielfreien, torsionssteifen Kupplungen und sind neben Metallbalgkupplungen und Federstegkupplungen klassische Ausführungen dieser Produktgruppe. Je nach Anwendungsanforderung kann die Scheibenkonstruktion entsprechend den Anforderungen hinsichtlich Torsionssteifigkeit, Drehmoment oder Versatzausgleich/Fluchtungsfehler angepasst werden.

## Geschichte
Entwickelt wurde Entwickelt wurde die Composite Disc Kupplung von Zero-Max Inc. in den späten 1980er Jahren und wurde nach einem mehrjährigen Feldversuch 1992 in den Markt eingeführt. Das eigens entwickelte „open arm“-Design wurde am 22. Juni 1993 in den USA zum Patent angemeldet.

## Aufbau
Bestehend aus zwei Kupplungsnabenkörpern und einem Scheibenpaket aus faserverstärktem Verbundwerkstoff werden Composite Kupplungen mit Buchsen und Passschrauben miteinander verbunden. Die beiden Kupplungsnaben übertragen das Drehmoment kraftschlüssig, mittels Klemmschrauben oder Buchsen, oder formschlüssig mittels Verzahnungselementen, wie Passfeder oder Keilwelle auf die zu verbindenden Wellen. Das innovative Design des Scheibenpakets ermöglicht eine hohe Kompensation von Wellenversatz, bei stetig hoher Torsionssteifigkeit.

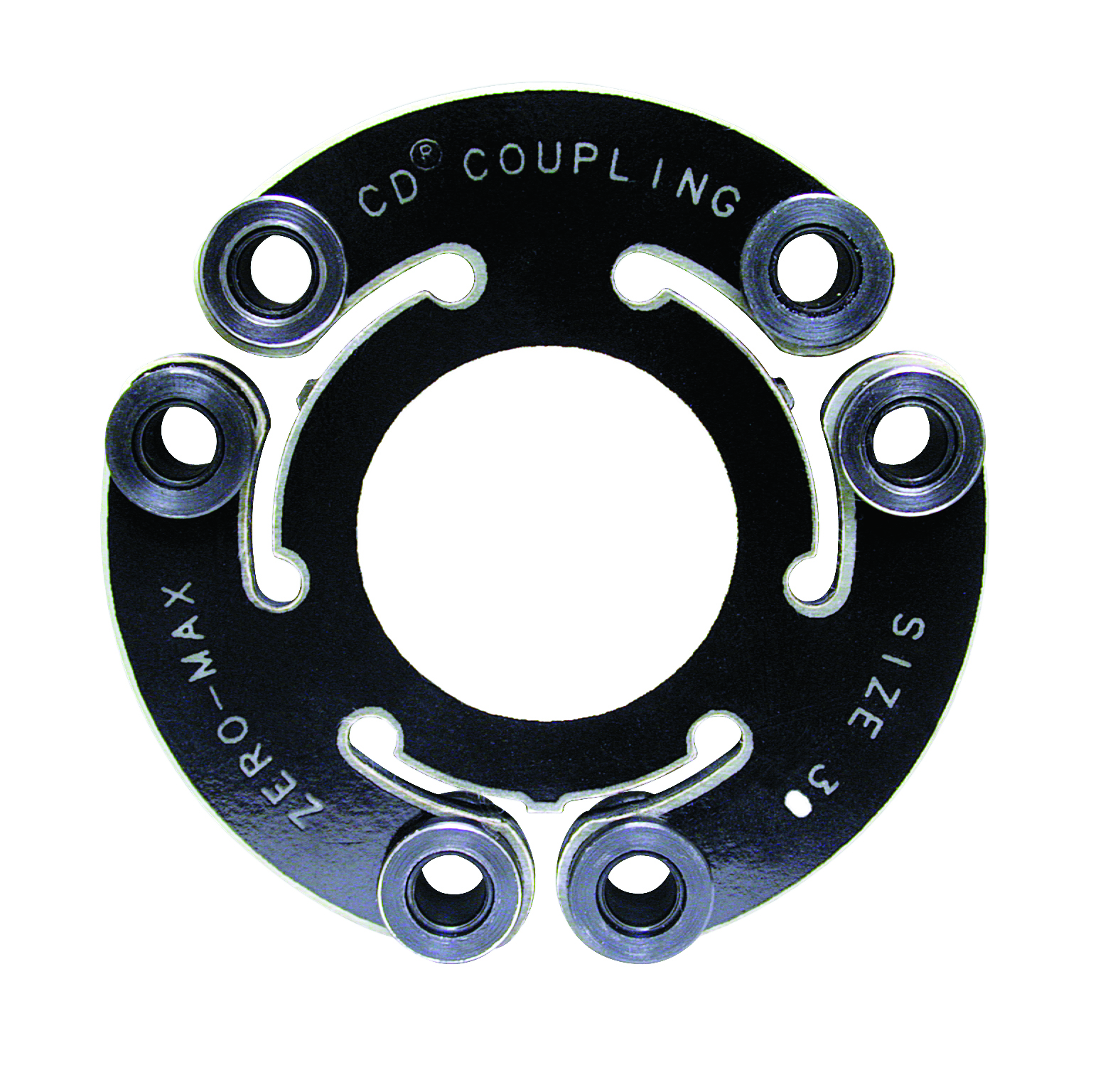
Scheibenpaket einer Composite Disc Kupplung im „open arm“-Design

## Eigenschaften
- Hohe Torsionssteifigkeit
- Hohe Wellenversatzkapazität (Versatzausgleich)
- Geringes Massenträgheitsmoment ermöglicht rasches Ansprechverhalten
- Kaum auftretende Reaktionslasten/Rückstellkräfte
- Potentialtrennung bzw. elektrische Isolation
- Lebensdauerfest und wartungsfrei
- Hohe Stoßbelastbarkeit ermöglicht den Betrieb in anspruchsvollen Anwendungen im Reversierbetrieb
- Chemische Beständigkeit
- Betriebstemperaturbereich von −70 °F bis 250 °F (−57 °C bis 121 °C)

## Einsatzgebiete
Composite Kupplungen finden in einem breiten Spektrum an Anwendungen und Applikationen mögliche Einsatzgebiete. Anspruchsvolle Anforderungen hinsichtlich Positioniergenauigkeit, Reversierbetrieb oder auch hohen Drehmomenten und Torsionssteifigkeit sind typische Leistungsspezifikationen. Industriebereiche sind unter anderem Verpackungsmaschinen mit einer hohen Anforderung an reversierenden Drehbewegungen im Einklang mit hohen Betriebsgeschwindigkeiten. Weitere Einsatzgebiete sind u. a. Werkzeugmaschinen, Prüfstände, hochdynamische Servoachsen, Holzbearbeitungsmaschinen und Windkraftanlagen.